# Mondeville (Calvados)
Mondeville is een gemeente in het Franse departement Calvados (regio Normandië). De gemeente telde 10.286 inwoners op 1 januari 2022. De plaats maakt deel uit van het arrondissement Caen.

## Geschiedenis
Het dorp Saint-Martin de Trennecour ten zuidoosten van het huidige centrum bestond al in de 5e eeuw. Een 7e-eeuwse kerk werd vergroot in de 9e eeuw. In de 12e eeuw werd dit dorp verlaten. De bewoning verhuisde naar een hoger gelegen deel met minder kans op overstroming. Dit was Notre-Dame-des-Près, dat iets na het jaar 1000 was ontstaan. Het maakte samen met Saint-Martin en enkele andere gehuchten deel uit van het domein van een Normandische heer, Amun of Amundi. Vandaar komt de naam Amundivilla. De bewoning concentreerde zich rond de oevers van de Orne en van de Biez.

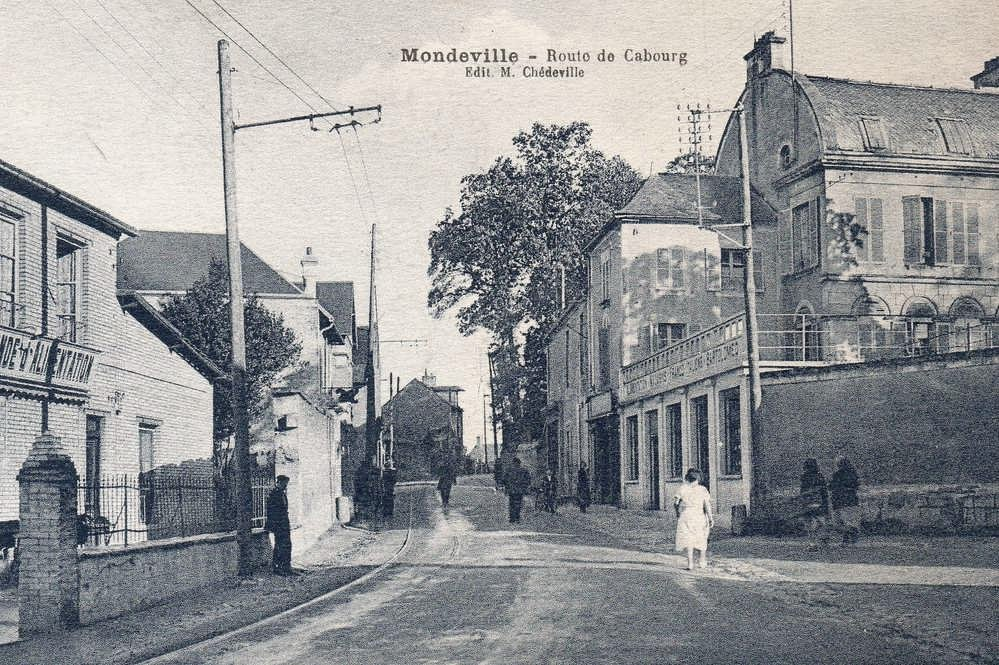

Van in de Gallo-Romeinse tijd tot de 18e eeuw werd er steen gewonnen in Mondeville. De groeven werden later gebruikt als ijs- of wijnkelders en tijdens de Tweede Wereldoorlog als schuilkelders.
In de 17e en 18e werden er jachtkastelen gebouwd in Mondeville. De gemeente begon stilaan de verstedelijken. In 1779 werd de Orne gekanaliseerd en in 1855 werd het eerste station van Caen geopend, dat zich in Mondeville bevond. Al in 1858 kwam er een nieuw station in Caen zelf, maar in Mondeville vestigden zich veel spoorwegarbeiders in nieuw gebouwde wijken. Aan het begin van de 20e eeuw kwam er ook industrie in Mondeville. In 1910 werden er hoogovens geopend (Société des hautsfourneaux de Caen), in 1913 een staalfabriek, in 1925 een munitiefabriek en in 1931 een meststoffenfabriek. Tijdens de Tweede Wereldoorlog leden bepaalde wijken veel schade door luchtbombardementen. Ook na de oorlog werden er nieuwe wijken gebouwd.

## Geografie
De oppervlakte van Mondeville bedroeg op 1 januari 2022 9,05 vierkante kilometer; de bevolkingsdichtheid was toen 1.136,6 inwoners per km².
De Orne stroomt door de gemeente. De autosnelweg A13 loopt door de gemeente. Deze kruist de ringweg rond Caen.
De onderstaande kaart toont de ligging van Mondeville met de belangrijkste infrastructuur en aangrenzende gemeenten.

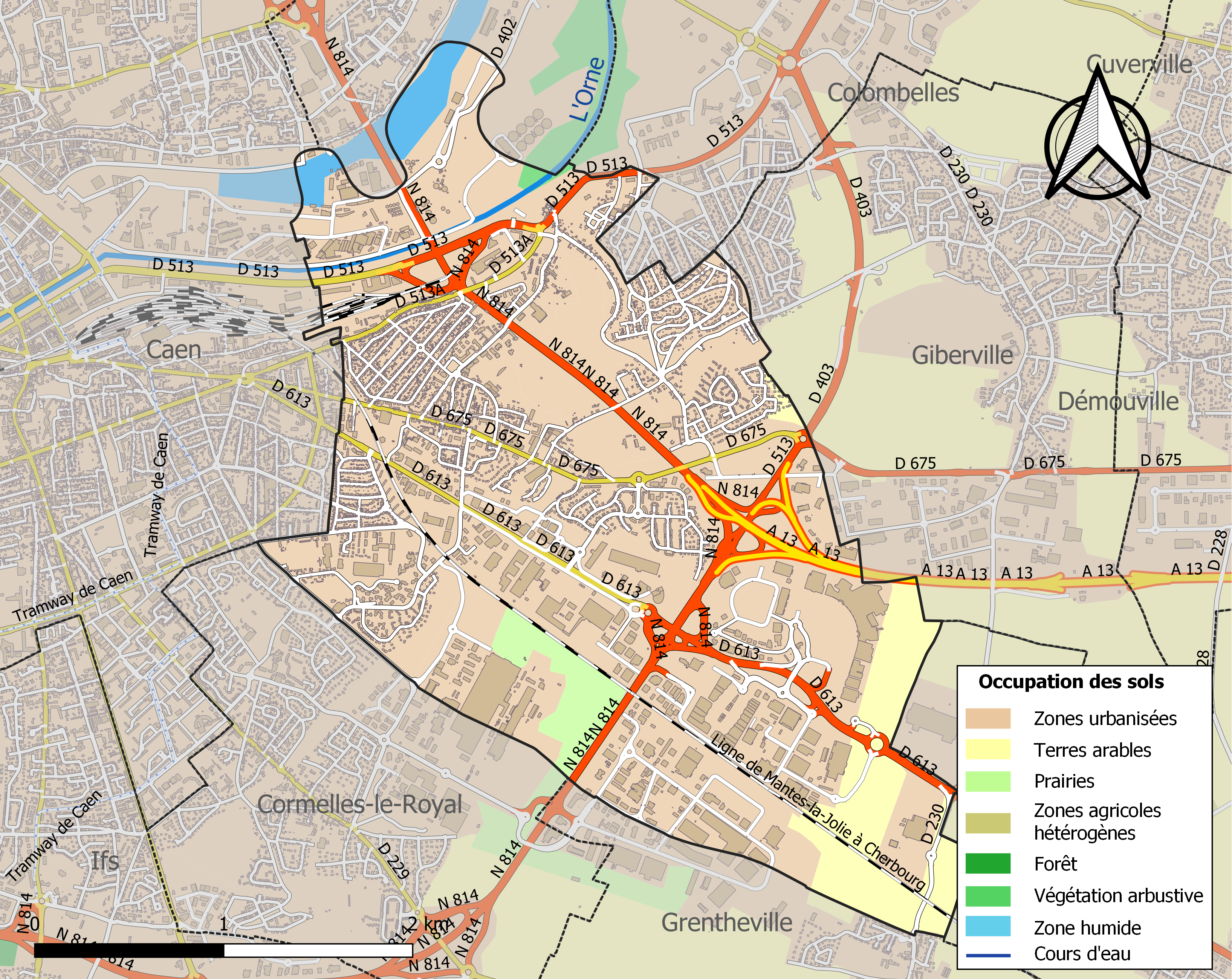

## Demografie
Onderstaande figuur toont het verloop van het inwonertal (bron: INSEE-tellingen).
Vanwege een beveiligingsprobleem met de MediaWiki Graph-software is het momenteel niet mogelijk deze grafiek weer te geven. Zodra de software is bijgewerkt zal de grafiek vanzelf weer zichtbaar worden.

## Sport
In 2002 werd de Halle Michel d’Ornano geopend, een atletiekzaal in een oude meststoffenfabriek gebouwd in 1929.

## Bezienswaardigheden
Naast religieus erfgoed heeft de gemeente ook enkele jachtkastelen en industrieel erfgoed.
- Tiendschuur (17e eeuw)
- Château de Valleuil (17e eeuw)
- Château du Vast (17e eeuw)
- Château de Bellemaist (17e eeuw)
- Kerk Notre-Dames-des-Prés (12e-13e eeuw)
- Kerk Sainte-Marie-Madeleine-Postel (1935-1936), betonbouw met een 18e-eeuwse pastorij

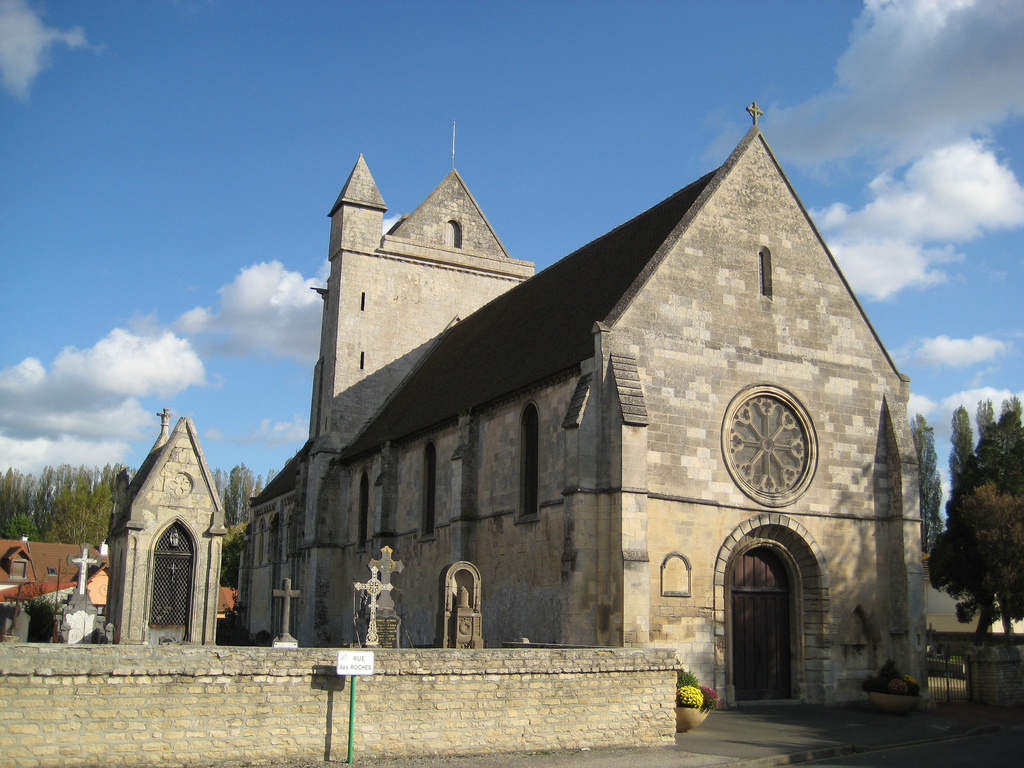
De romaanse kerk Notre-Dames-des-Prés
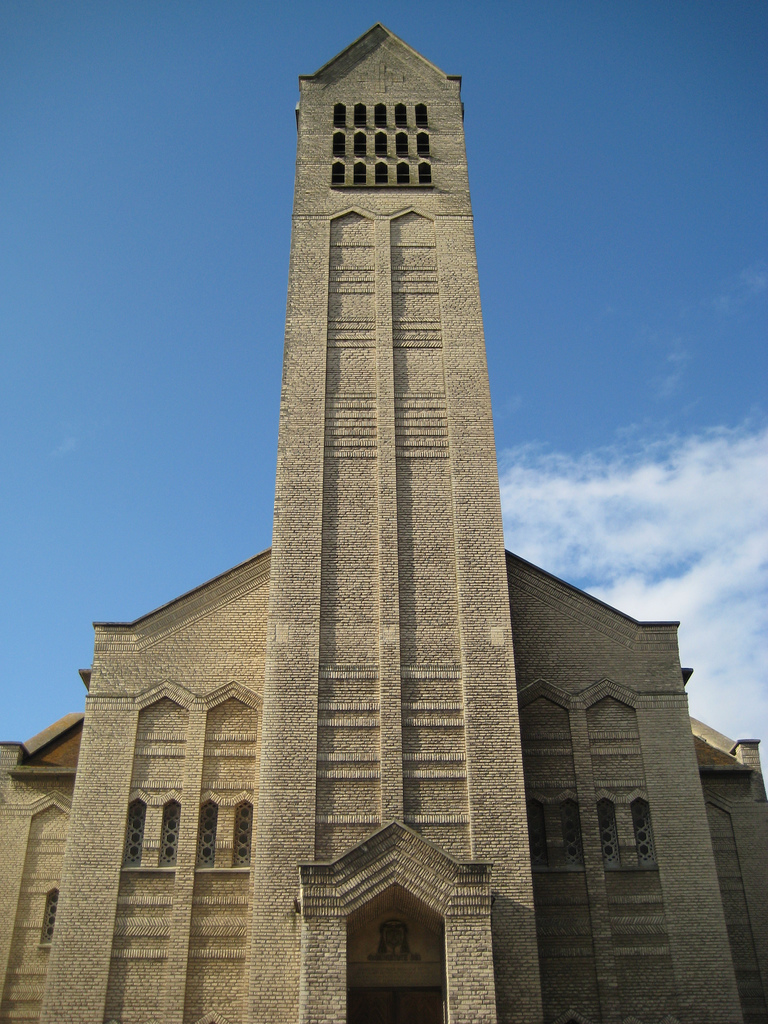
Kerk Sainte-Marie-Madeleine-Postel
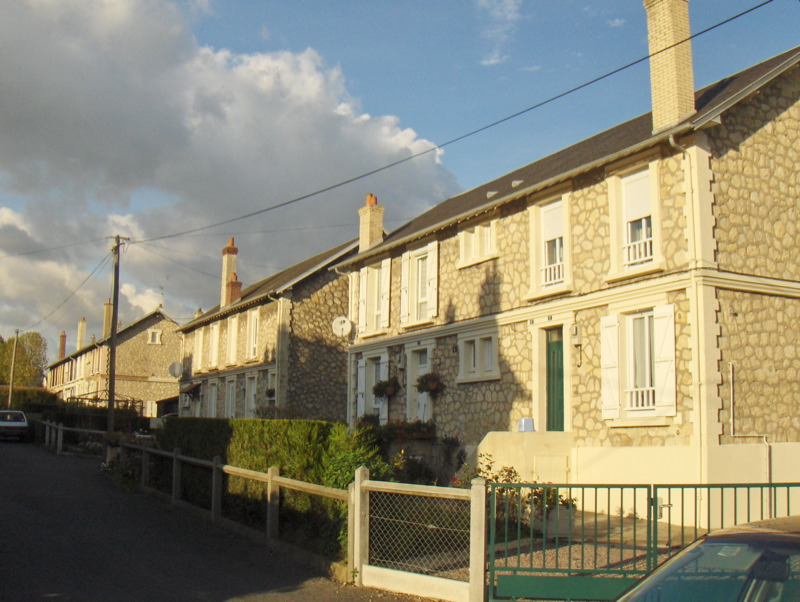
Cité Plateau
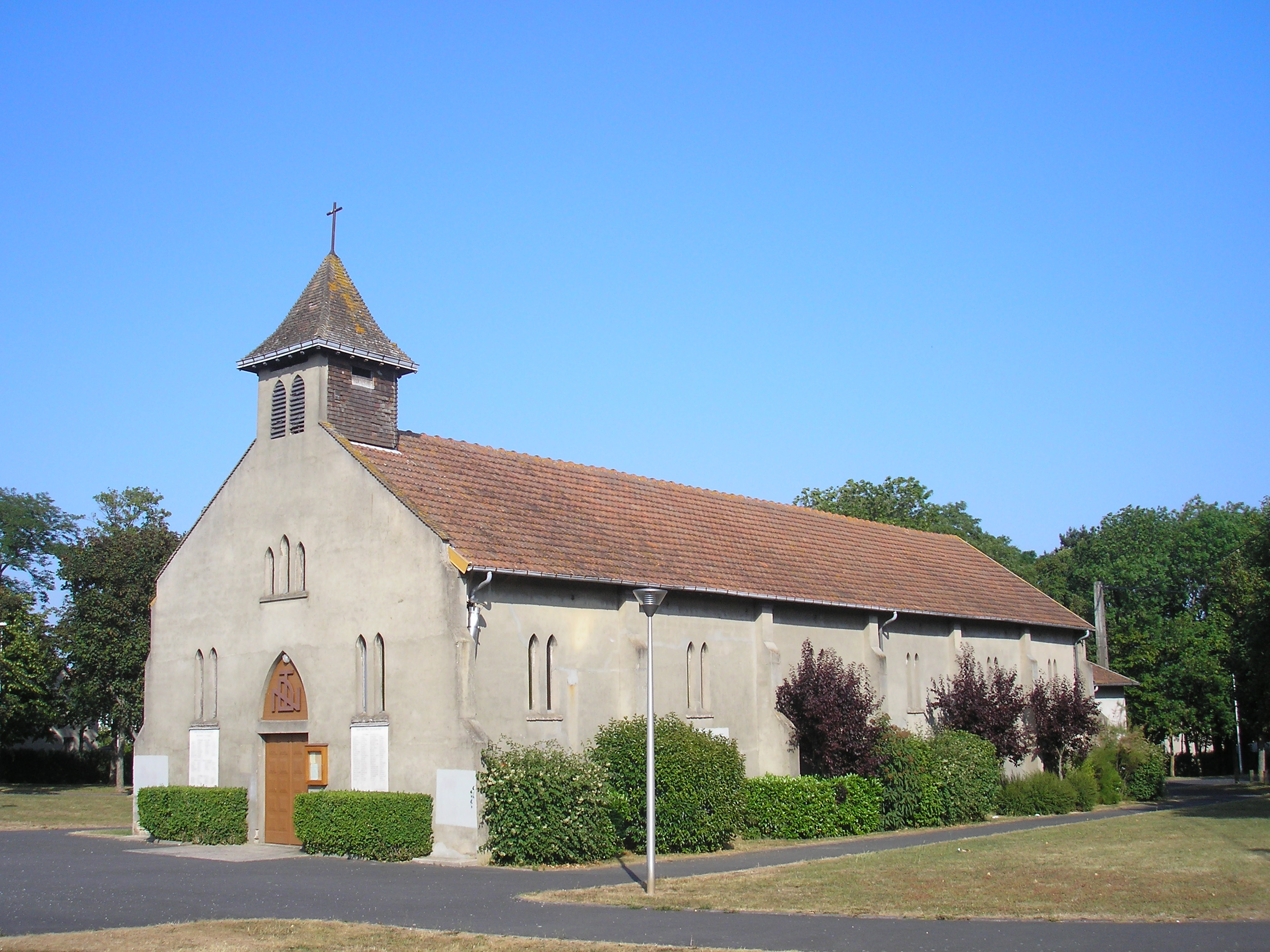
Kerk Notre-Dame-des-Travailleurs (Plateau)
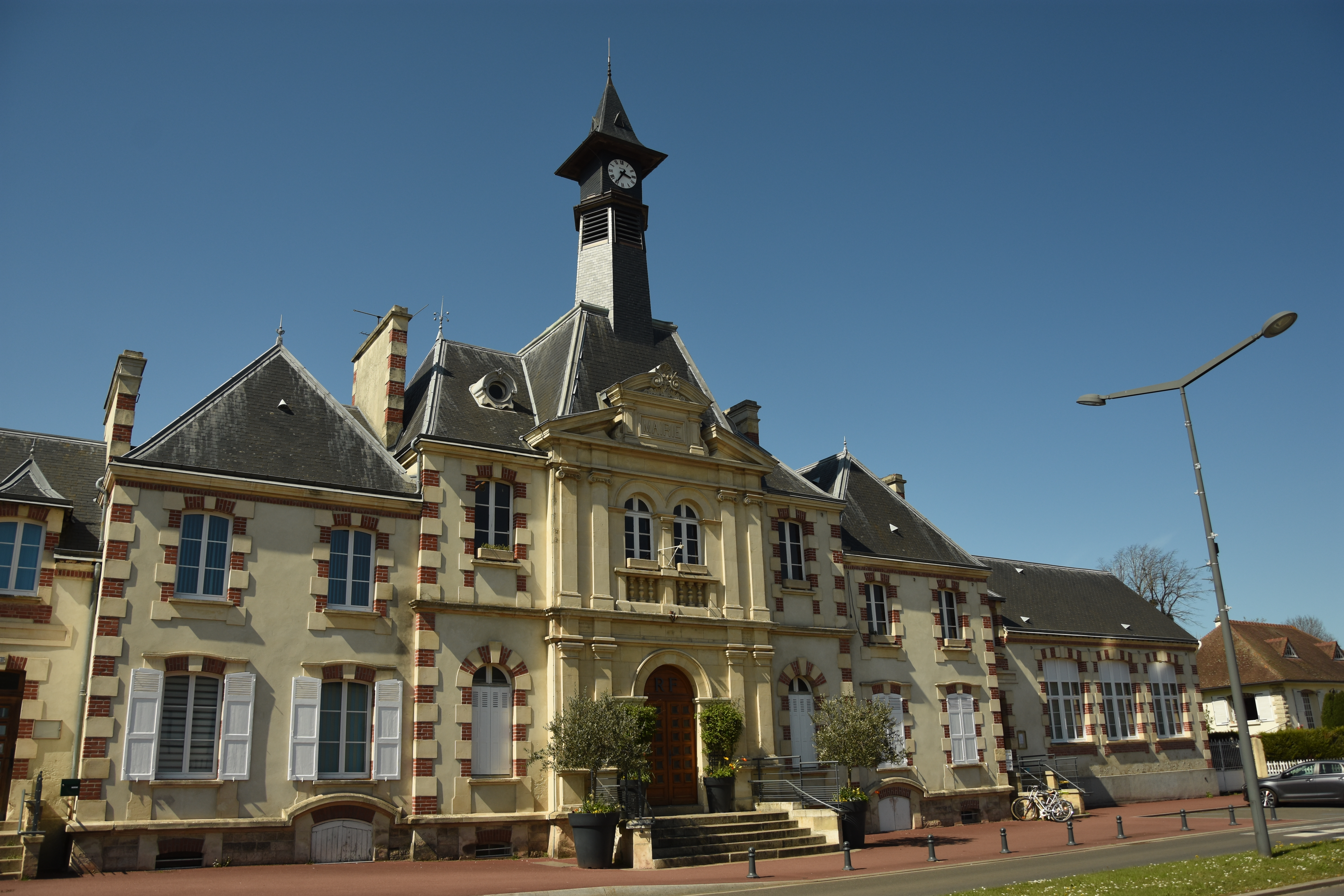
Voormalig gemeentehuis
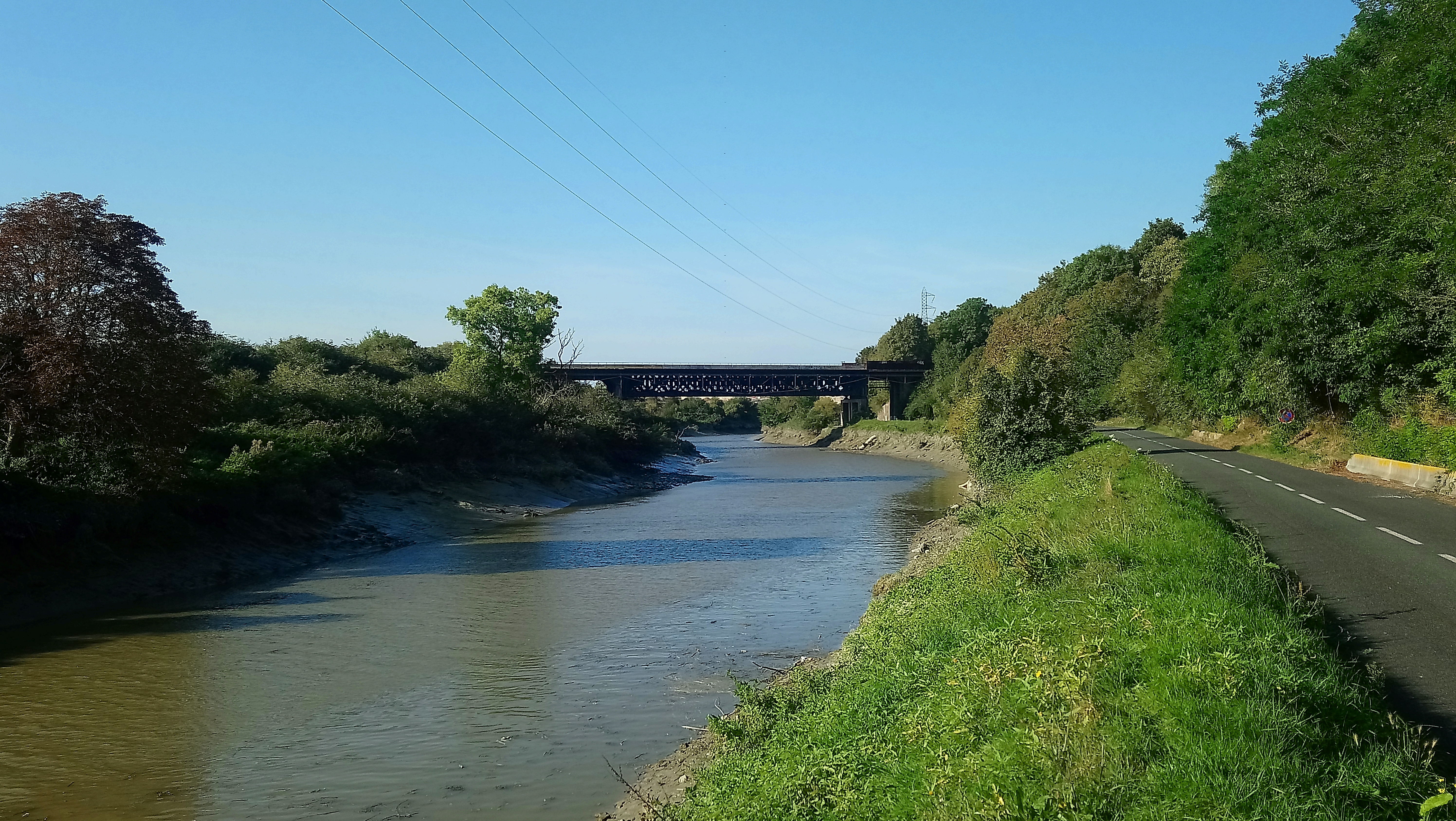
Brug over de Orne